# سحرگاه (جویم)
سحرگاه (جویم)، روستایی از توابع بخش هرم شهرستان جویم در استان فارس ایران است.

## جمعیت
این روستا در دهستان هرم قرار دارد و براساس سرشماری مرکز آمار ایران در سال ۱۳۸۵، جمعیت آن زیر سه خانوار بوده‌است.